# Van Gend en Loos-arrest
Van Gend en Loos, voluit Van Gend en Loos t. Nederlandse administratie der belastingen (HvJ 5 februari 1963, 26/62, ECLI:EU:C:1963:1, Jur. 1963, p. 3.) is de roepnaam van een standaardarrest van het Hof van Justitie van de Europese Gemeenschappen gewezen op 5 februari 1963, betreffende een verzoek om een prejudiciële beslissing van de Nederlandse Tariefcommissie over de vraag of artikel 12 van het EEG-Verdrag (thans art. 30 Werkingsverdrag) rechtstreekse werking heeft in de rechtsordes van de lidstaten van (thans) de Europese Unie. Van Gend en Loos wordt gezien als een van de belangrijkste uitspraken van het Europees Hof van Justitie over de aard van de samenwerking tussen de EU-lidstaten.

## Feiten en procesverloop
De feiten die aanleiding gaven tot het arrest waren als volgt.
Het Nederlandse transportbedrijf Algemene Transport- en Expeditie-onderneming Van Gend & Loos (Van Gend en Loos) voerde op 9 september 1960 een zekere hoeveelheid ureumformaldehyde in vanuit de Bondsrepubliek Duitsland. De stof was op het grensdocument aangeduid als "Harnstoffharz 70, zijnde een waterige emulsie van ureumformaldehyde". Op de datum van invoer was het product ingedeeld onder post 39.01-a-1 van het op 1 maart 1960 voor de lidstaten van de Benelux in werking getreden Tariefbesluit. Op grond hiervan paste de Nederlandse administratie der belastingen een invoerrecht van 8 % van de waarde van het product toe.
Op 20 september 1960 diende Van Gend en Loos een bezwaarschrift in bij de belastinginspecteur te Zaandam. Zij wees erop dat het product volgens het oude Tariefbesluit was ingedeeld onder post 279-a-2, waarbij een invoerrecht van 3 % over de waarde hoorde, en dat deze post in het nieuwe Tariefbesluit is hernoemd tot post 39.01-a, waarbij een onderverdeling is gemaakt tussen verschillende soorten producten aminoplasten. Daarbij werd voor aminoplasten in een waterige emulsie het invoerrecht vastgesteld op 8 % (post 39.01-a-1), terwijl voor andere producten van post 39.01-a het op 1 januari 1958 (zijnde de datum van de inwerkingtreding van het EEG-Verdrag) geldende tarief van 3 % gehandhaafd werd. Van Gend en Loos stelde zich op het standpunt dat, door na de inwerkingtreding van het EEG-Verdrag de invoerrechten op ureumformaldehyde te verhogen, de Nederlandse regering artikel 12 van dat verdrag had geschonden, in welk artikel was bepaald:

De Lid-Staten onthouden zich ervan onderling nieuwe in- en uitvoerrechten of heffingen van gelijke werking in te voeren en de rechten en heffingen te verhogen welke zij in hun onderlinge handelsbetrekkingen toepassen.

Bij beschikking van 6 maart 1961 verklaarde de belastinginspecteur Van Gend en Loos niet-ontvankelijk, omdat haar bezwaar niet zou zijn gericht tegen de toepassing, maar tegen de hoogte van het tarief. Tegen deze beschikking stelde Van Gend en Loos beroep in bij de Tariefcommissie, waar de zaak op 21 mei 1962 ter zitting werd behandeld. De Tariefcommissie zag zich voor de vraag gesteld of Van Gend en Loos wel een rechtstreeks beroep op artikel 12 EEG-Verdrag toekwam. Daarom schorste zij op 16 augustus 1962 de behandeling van de zaak en stelde zij twee prejudiciële vragen aan het Hof van Justitie van de Europese Gemeenschappen, waarvan de eerste luidde of artikel 12 van het EEG-Verdrag onmiddellijke werking als intern recht heeft in die zin, dat de burgers van de lidstaten aan dit artikel door de rechter te handhaven rechten kunnen ontlenen.

## Beoordeling door het Hof
Het Hof overweegt in zijn arrest:

(...) dat het oogmerk van het E.E.G.-Verdrag, namelijk de instelling van een gemeenschappelijke markt wier werkzaamheid de ingezetenen der Gemeenschap rechtstreeks betreft, meebrengt dat dit Verdrag meer is dan een overeenkomst welke slechts wederzijdse verplichtingen tussen de verdragsluitende mogendheden schept;

(...) dat uit deze omstandigheden moet worden afgeleid, dat de Gemeenschap in het volkenrecht een nieuwe rechtsorde vormt ten bate waarvan de Staten, zij het op een beperkt terrein, hun soevereiniteit hebben begrensd en waarbinnen niet slechts deze Lid-Staten, maar ook hun onderdanen gerechtigd zijn;

Het Hof leidt hieruit af dat het gemeenschapsrecht geëigend is ten laste van particulieren zowel verplichtingen als rechten te scheppen welke zij uit eigen hoofde kunnen geldig maken, en dat deze rechten en plichten niet slechts ontstaan door uitdrukkelijke toekenning in het verdrag, maar evenzeer als weerslag van de duidelijke verplichtingen die het verdrag zowel aan particulieren als aan de lidstaten en gemeenschapsinstellingen oplegt. Ten aanzien van artikel 12 overweegt het dat de tekst "een duidelijk en onvoorwaardelijk verbod bevat, derhalve een verplichting niet om iets te doen, doch om iets na te laten", en dat deze verplichting door de lidstaten "met geen enkel voorbehoud is voorzien, waardoor zijn werking afhankelijk zou worden gesteld van nadere bepalingen van nationaal recht", en dat dit verbod zich daarom leent voor directe werking in de rechtsbetrekkingen tussen de lidstaten en hun justitiabelen.
Het Hof antwoordt daarom op de eerste vraag "dat naar de geest, de inhoud en de bewoordingen van het Verdrag artikel 12 in die zin moet worden uitgelegd, dat het directe werking heeft en rechten schept welker handhaving aan de nationale rechters kan worden gevraagd".

## Relevantie
In dit arrest overwoog het Hof dat bepalingen in het Verdrag van Rome rechtstreekse werking kunnen hebben, wanneer de tekst van een verdragsartikel duidelijk en onvoorwaardelijk is, en een lidstaat dus niet nader hoeft in te grijpen om de bepaling te verduidelijken. Als aan deze voorwaarden is voldaan en de bepaling dus rechtstreekse werking heeft, kan deze door de burgers in een rechtszaak voor de nationale rechter worden ingeroepen en gebruikt.
Het Hof overwoog verder dat de lidstaten een geheel nieuwe, supranationale Europese rechtsorde hadden geschapen met het verdrag. Voor de Nederlandse situatie was deze uitspraak niet onverwacht, aangezien uit het Nederlandse ongeschreven staatsrecht al blijkt dat verdragsbepalingen doorwerken in de nationale rechtsorde, wat ook wel het monistisch stelsel genoemd wordt (in tegenstelling tot wat vaak gedacht wordt ligt de basis van dit stelsel niet in artikel 93 en 94 van de Nederlandse Grondwet maar in het ongeschreven recht; genoemde grondwetsartikelen vormen een beperking op dit systeem, waardoor het Nederlandse stelsel ook wel gematigd monistisch genoemd wordt). Er zijn echter lidstaten waar dit niet het geval was (dualistisch stelsel). Dankzij dit arrest werken de Europese verdragsbepalingen ook in landen met een dualistische stelsel direct door in de nationale rechtsorde.